# Distretto di Oświęcim
Il distretto di Oświęcim (in polacco powiat oświęcimski) è un distretto polacco appartenente al voivodato della Piccola Polonia.

## Geografia antropica

### Suddivisioni amministrative
Il distretto comprende 9 comuni.
- Comuni urbani: Oświęcim
- Comuni urbano-rurali: Brzeszcze, Chełmek, Kęty, Zator
- Comuni rurali: Osiek, Oświęcim, Polanka Wielka, Przeciszów